# Carrizo Springs
Carrizo Springs è un centro abitato degli Stati Uniti d'America, situato nella contea di Dimmit (di cui è capoluogo) dello Stato del Texas.
La popolazione era di 5.655 abitanti al censimento del 2000.
Il nome del paese deriva dalle sorgenti locali sfruttate già dagli spagnoli. È la città più antica di Dimmit County. I pozzi artesiani della zona sono noti per la loro acqua pura, spesso esportata per essere utilizzata come acqua santa.

## Geografia fisica
Carrizo Springs è situata a 28°31′36″N 99°51′45″W (28.526699, -99.862423).
Secondo lo United States Census Bureau, ha un'area totale di 3,1 miglia quadrate (8,0 km²), di cui lo 0,32% d'acqua.

## Società

### Evoluzione demografica
Secondo il censimento del 2000, c'erano 5.655 persone, 1.816 nuclei familiari e 1.450 famiglie residenti nella città. La densità di popolazione era di 1.812,9 persone per miglio quadrato (699,8/km²). C'erano 2.109 unità abitative a una densità media di 676,1 per miglio quadrato (261,0/km²). La composizione etnica della città era formata dal 75,28% di bianchi, l'1,34% di afroamericani, lo 0,69% di nativi americani, l'1,10% di asiatici, lo 0,12% di isolani del Pacifico, il 18,83% di altre razze, e il 2,63% di due o più etnie. Ispanici o latinos di qualunque razza erano l'87,21% della popolazione.
Il 54,0% erano coppie sposate conviventi, il 20,0% aveva un capofamiglia femmina senza marito, e il 20,1% erano non-famiglie. Il 17,7% di tutti i nuclei familiari erano individuali e il 9,5% aveva componenti con un'età di 65 anni o più che vivevano da soli. Il numero di componenti medio di un nucleo familiare era di 3,06 e quello di una famiglia era di 3,47.
La popolazione era composta dal 33,3% di persone sotto i 18 anni, il 9,7% di persone dai 18 ai 24 anni, il 25,0% di persone dai 25 ai 44 anni, il 18,8% di persone dai 45 ai 64 anni, e il 13,2% di persone di 65 anni o più. L'età media era di 31 anni. Per ogni 100 femmine c'erano 91,8 maschi. Per ogni 100 femmine dai 18 anni in giù, c'erano 88,3 maschi.
Il reddito medio di un nucleo familiare era di 21.306 dollari, e quello di una famiglia era di 22.375 dollari. I maschi avevano un reddito medio di 24.536 dollari contro i 15.000 dollari delle femmine. Il reddito pro capite era di 8.642 dollari. Circa il 30,8% delle famiglie e il 33,8% della popolazione erano sotto la soglia di povertà, incluso il 42,9% di persone sotto i 18 anni e il 29,9% di persone di 65 anni o più.